# Abu al-Hasan al-Tabari
Abū al-Ḥasan al-Ṭabarī (ابو الحسن الطبري), né au Tabaristan et mort vers 985, est un médecin perse du Xe siècle, qui officia notamment sous le sultan d'Ispahan Rukn ad-Dawla.
Il est célèbre pour son ouvrage Traitements hippocratiques (المعالاجات البقرطية (al-muʿālajāt al-buqrāṭiyya)), influencé par Hippocrate, Galien et Hunayn ibn Ishaq, où il est notamment le premier à décrire l'origine parasitaire et le traitement de la gale.